# Avenue Guillaume Van Nerom
L'avenue Guillaume Van Nerom est une rue bruxelloise de la commune d'Auderghem qui relie l'avenue Daniel Boon à la rue Émile Rotiers sur une longueur de 300 mètres.

## Historique et description
Cette rue fait partie de la seconde cité-jardin construite à Auderghem dans les années 50 par la société Les Habitations et Logements à bon marché (HLBM).
Le 25 avril 1952, le conseil donna à cette rue (en construction) le nom d'un résistant et prisonnier politique[réf. souhaitée] : Guillaume Van Nerom, né le 21 juin 1883 à Bruxelles, tué en détention le 13 mai 1943 à Ratisbonne en Allemagne. Il était domicilié en la commune d'Auderghem.
- Premiers permis en avril 1952 à la société Les Habitations à bon marché pour y construire des maisons.